# Щутгарт Мастърс
„Щутгарт Мастърс“ (на английски: Stuttgart Masters) е професионален турнир по тенис за мъже от ATP Tour Masters 1000, който се провежда в Щутгарт, Германия. 

## История
Турнирът се провежда ежегодно в Щутгарт, и се играе на закрито в зала на килим от 1988 до 1997 г. През 1988-1989 г., турнира е организиран като поканен турнир от серията „round-robin“ за 8 играчи. От 1990 до 1995 г. е част от ATP Шампионски серии и се провежда всеки февруари в рамките на ATP Тур.
През 1995 г. турнира е част ATP Super 9. Проежда се два пъти, през февруари в Щутгарт, и през октомври 1995 г. в Есен. 
От 1996 г. се провежда отново в Щутгарт.
След 2001 г. турнира е прекратен, от 2002 г. е заменен от Мадрид Оупън.

## Финали
| Домакин                  | Година   | Шампион          | Финалист          | Резултат                                         |
| ------------------------ | -------- | ---------------- | ----------------- | ------------------------------------------------ |
| Щутгарт                  | 2001     | Томи Хаас        | Макс Мирни        | 6 – 2, 6 – 2, 6 – 2                              |
| Щутгарт                  | 2000     | Уейн Ферейра     | Лейтън Хюит       | 7 – 6(8–6), 3 – 6, 6 – 7(5–7), 7 – 6(7–2), 6 – 2 |
| Щутгарт                  | 1999     | Томас Енквист    | Рихард Крайчек    | 6 – 1, 6 – 4, 5 – 7, 7 – 5                       |
| Щутгарт                  | 1998     | Рихард Крайчек   | Евгени Кафелников | 6 – 4, 6 – 3, 6 – 3                              |
| Щутгарт                  | 1997     | Петер Корда      | Рихард Крайчек    | 7 – 6(8–6), 6 – 2, 6 – 4                         |
| Щутгарт                  | 1996     | Борис Бекер      | Пийт Сампрас      | 3 – 6, 6 – 3, 3 – 6, 6 – 3, 6 – 4                |
| Есен                     | 1995 окт | Томас Мустер     | Маливай Уошингтън | 7 – 6(8–6), 2 – 6, 6 – 3, 6 – 4                  |
| ↑ ATP Тур Мастърс 1000 ↑ |          |                  |                   |                                                  |
| Щутгарт                  | 1995 фев | Рихард Крайчек   | Михаел Щих        | 7 – 6(7–4), 6 – 3, 6 – 7(6–8), 1 – 6, 6 – 3      |
| Щутгарт                  | 1994     | Стефан Едберг    | Горан Иванишевич  | 4 – 6, 6 – 4, 6 – 2, 6 – 2                       |
| Щутгарт                  | 1993     | Михаел Щих       | Рихард Крайчек    | 4 – 6, 7 – 5, 7 – 6(7–4), 3 – 6, 7 – 5           |
| Щутгарт                  | 1992     | Горан Иванишевич | Стефан Едберг     | 6 – 7(5–7), 6 – 3, 6 – 4, 6 – 4                  |
| Щутгарт                  | 1991     | Стефан Едберг    | Йонас Свенсон     | 6 – 2, 3 – 6, 7 – 5, 6 – 2                       |
| Щутгарт                  | 1990     | Борис Бекер      | Иван Лендъл       | 6 – 2, 6 – 2                                     |
| ↑ ATP Тур 500 ↑          |          |                  |                   |                                                  |